# Gran Premio Città di Camaiore 1993
Il Gran Premio Città di Camaiore 1993, quarantaquattresima edizione della corsa, si svolse l'11 agosto 1993 su un percorso di 209 km, con partenza e arrivo a Camaiore. La vittoria fu appannaggio dell'italiano Massimo Podenzana, che completò il percorso in 4h55'55", alla media di 42,478 km/h, precedendo i connazionali Giancarlo Perini e Fabio Roscioli.

## Ordine d'arrivo (Top 10)
| Pos. | Corridore           | Squadra                           | Tempo    |
| ---- | ------------------- | --------------------------------- | -------- |
| 1    | Massimo Podenzana   | Navigare-Blue Storm               | 4h55'55" |
| 2    | Giancarlo Perini    | ZG Mobili                         | a 0'16"  |
| 3    | Fabio Roscioli      | Carrera Jeans-Tassoni             | a 0'22"  |
| 4    | Gianni Faresin      | ZG Mobili                         |          |
| 5    | Bruno Cenghialta    | Ariostea                          |          |
| 6    | Roberto Pelliconi   | Mercatone Uno-Mendeghini-Zucchini |          |
| 7    | Giorgio Furlan      | Ariostea                          |          |
| 8    | Giuseppe Calcaterra | Amore & Vita                      |          |
| 9    | Stefano Colagè      | ZG Mobili                         |          |
| 10   | Andrea Ferrigato    | Ariostea                          |          |